# Jean Orieux
Jean Orieux (* 1907 in Duras, Département Lot-et-Garonne; † 8. April 1990 in Fontenay-lès-Briis, Département Hauts-de-Seine) war ein französischer Schriftsteller.

## Leben
Orieux wurde vor allem bekannt für seine in zahlreiche Sprachen (unter anderem ins Deutsche und Englische) übersetzten Biographien Voltaires, Talleyrands und Katharina von Medicis.

## Ehrungen
- 1954 Grand Prix du Litterature (Académie française) für seinen Roman Les Fontagre
- 1954 Prix du Maroc für seinen Reisebericht Kasbahs en plein ciel
- 1956 Prix du Roman décéné für seinen Roman Les bonnes fortunes
- 1971 Prix des Ambassadeurs für seine Biographie Talleyrand ou le sphinx incompris
- 1986 Grand Prix de littérature Paul-Morand (Académe français) für sein Lebenswerk

## Werke (Auswahl)

### Autor
Biographien
- Bussy-Rabutin. Le Libertin Galant Homme, 1618–1693, Flammarion, Paris 1977. ISBN 2-08-060417-1 (EA Paris 1958).
- Catherine de Médicis ou la Reine Noire, Flammarion, Paris 1986. ISBN 2-08-064893-4.
  - Katharina von Medici oder die Schwarze Königin. Biographie. Bechtermünz, Augsburg 2000, ISBN 3-8289-0322-3 (EA München 1989).
- Voltaire ou la Royauté de l’Esprit, France Loisirs, Paris 1994. ISBN 2-7242-7975-1 (EA Paris 1966)
  - Das Leben des Voltaire, Insel-Verlag, Frankfurt/M. 1994. ISBN 3-458-33351-7 (EA Frankfurt/M. 1978)
- Talleyrand ou le Sphinx Incompris, GLM, Paris 1998. ISBN 2-7028-2380-7 (EA Paris 1970)
  - Talleyrand. Die Unverstandene Sphinx, Fischer-Taschenbuch-Verlag, Frankfurt/M. 1991. ISBN 3-596-25657-7 (EA Frankfurt/M. 1972).
- La Fontaine ou la Vie est un Conte, Flammarion, Paris 2000. ISBN 2-08-068097-8 (EA Paris 1976)

Lyrik
- L’Étoile et le Chaos. Poèmes. Flammarion, Paris 1977, ISBN 2-08-064019-4.

Reiseberichte
- Kasbahs en Plein Ciel. Dans le Haut Atlas Marocain, Flammarion, Paris 1951
- Des Figues de Berbérie, Grasset, Paris 1981. ISBN 2-246-23071-3
- Souvenirs de Campagnes, Flammarion, Paris 1981. ISBN 2-253-02758-8 (EA Paris 1979)

Romane
- Le Lit des Autres, Flammarion, Paris 1964.
- Alcide ou La Fuite au Désert, Stock, Paris 1970
- L’Aigle de Fer. Roman, Flammarion, Paris 1985, ISBN 2-07-037682-6 (EA Paris 1972).
- Les Fontagre. Roman, Flammarion, Paris 1973. (EA Paris 1945)
- Les Trois-Piliers, Flammarion, Paris 1980, ISBN 2-08-064256-1.

Vorwort
- Marie Émile Antoine Béthouart: Le Prince Eugène de Savoie. Soldat, Diplomate et Mécène, Perrin, Paris 1975.

### Herausgeber
- Roger de Bussy-Rabutin: Histoire amoureuse des Gaules. Union Générale d’Éditions, Paris 1966 (EA Liège 1665)